# 沙壩機場
沙坝机场是一个位于越南西北部老街省保安县甘昆社一個施工中的军民两用机场，邻近河內－老街高速公路。